# Liste der Biosphärenreservate in Australien und Ozeanien
Auf dieser Seite sind nach Staaten geordnet die Stätten in dem Kontinent Australien und Ozeanien aufgelistet, die von der UNESCO im Rahmen des Programms Man and the Biosphere (MAB, Der Mensch und die Biosphäre) als Biosphärenreservat anerkannt wurden. 
Die Zahl am Anfang jeder Zeile bezeichnet das Jahr der Anerkennung der Stätte als UNESCO-Biosphärenreservat.

## Australien
- 1977 – Croajingolong
- 1977 – Kosciuszko
- 1977 – Mamungari Conservation Park
- 1977 – Riverland (errichtet als Danggali Conservation Park, erweitert 1995 als Bookmark, 2004 erneut umbenannt)
- 1977 – Uluru (Ayers Rock-Mount Olga)
- 1978 – Fitzgerald River
- 2002 – Mornington Peninsula and Western Port
- 2007 – Noosa
- 2009 – Great Sandy

ehemalige Biosphärenreservate in Australien:
- Southwest (1977–2002)
- Prince Regent (1977–2018)
- Yathong (1977–2018)
- Hattah-Kulkyne & Murray-Kulkyne (1981–2018)
- Wilson’s Promontory (1981–2018)
- Barkindji (2005–2018)

## Frankreich
(Französisch-Polynesien)
- 1977 – Commune de Fakarava (errichtet als Atoll de Taiaro, erweitert und umbenannt 2006)

## Föderierte Staaten von Mikronesien
- 2005 – Utwe
- 2007 – And Atoll

## Palau
- 2005 – Ngaremeduu

## Vereinigte Staaten
- 1980 – Hawaii-Inseln